# Genocidio del Putumayo

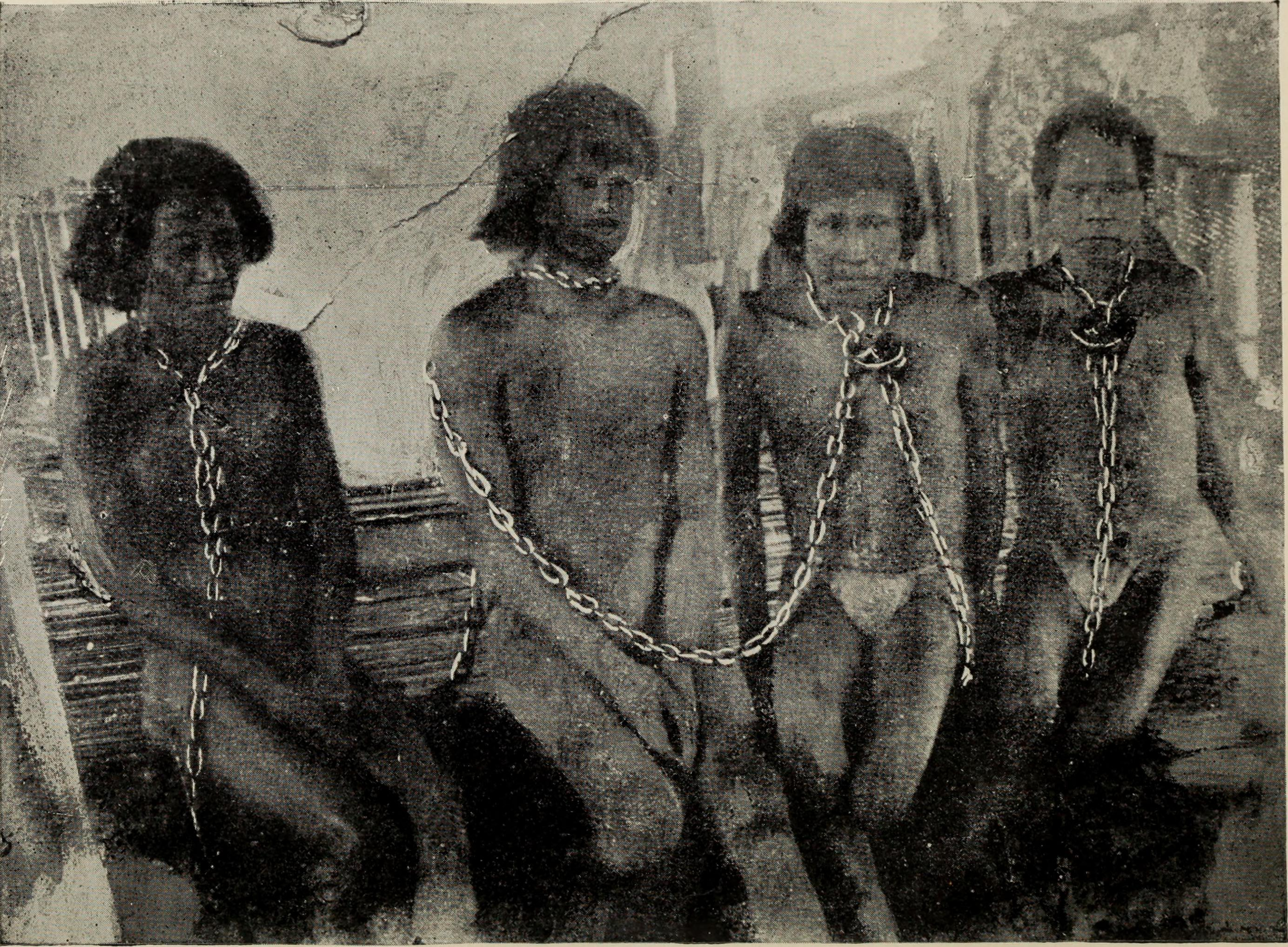
Indiani Huitu in stato di schiavitù in un'area di estrazione del caucciù

Con genocidio del Putumayo si indicano i soprusi, la schiavitù e l'etnocidio delle popolazioni amerindie dell'Amazzonia, in particolare nell'area compresa tra il fiume Putumayo e il fiume Caquetá, nel periodo compreso tra il 1879 e il 1912, al culmine del commercio della gomma.

## Contesto
Il governo peruviano cedette alla Compagnia Amazzonica Peruviana il potere di rappresentanza nei territori amazzonici a nord di Loreto. Il fondatore della Compagnia, Julio César Arana, iniziò una campagna di remunerazione per il controllo delle terre, in cui le sue truppe private – mercenari portati dalle Barbados – costringevano gli amerindi a lavorare in cambio di "favori e protezione". Gli abitanti del luogo non potevano rifiutarsi perché avrebbero finito per essere vittime di rapimenti da parte di mercenari pagati dall'azienda. Una volta entrati nell'azienda, gli amerindi venivano sottoposti a processi di isolamento in aree remote per raccogliere il caucciù in condizioni disumane e, se non rispettavano la quantità richiesta, venivano puniti fino alla morte o fatti sparire dai punitori nei cosiddetti campi remoti dove il 90% delle popolazioni amazzoniche sarebbe stato sterminato.

## Reazioni al genocidio

### Denunce di Walter Hardenburg e Roger Casement
Nel 1909, l'ingegnere statunitense Walter Hardenburg pubblicò Putumayo: The Devil's Paradise (Il paradiso del diavolo), in cui denunciava gli eventi che si erano verificati con lo sviluppo della gomma in territorio colombiano e peruviano.
Nel 1906 dall'irlandese Roger Casement furono denunciati ai governi occidentali gli abusi commessi da Julio César Arana. Nel 1912 fu pubblicato il British Blue Book, resoconto e testimonianze sulle atrocità nel Putumayo con la denuncia della morte di almeno 40.000 persone, ottenendo solo un processo per "abuso di lavoro" contro la Compagnia Amazzonica Peruviana. Solo alla fine del 1913 venne impartita la disposizione di chiudere l'azienda, senza tuttavia ottenere un processo per crimini contro l'umanità nei confronti di Arana, che era l'obiettivo principale di Casement.

### Trattato sui confini tra Colombia e Perù
Nel 1933, i governi del Perù e della Colombia firmarono il trattato Salomón-Lozano, con il quale il primo cedeva al secondo la zona tra Putumayo e Caquetá. Di conseguenza, la Compagnia amazzonica peruviana trasferì con la forza diversi amerindi nelle zone del Rio Napo e del Rio delle Amazzoni per non competere con le imprese colombiane del caucciù, anche se continuò a gestire diverse sedi a Puerto Arica, La Chorrera e La Victoria, tra le altre. In questo contesto, le denunce di massacri da parte dei coltivatori di caucciù diminuirono.

### Stragi e abusi dopo il Trattato sui confini
Dopo la guerra colombiano-peruviana del 1933, durante la colonizzazione delle regioni del Putumayo e del Caquetá, furono denunciati nuovi episodi di tortura commessi dalle autorità governative colombiane per assimilare le popolazioni che resistevano al cambio di nazionalità, provocando un esodo di amerindi e meticci verso il Perù. Nel 1969, la Colombia pagò un risarcimento di 200.000 dollari alla Casa Arana, ma non diede alcuna compensazione materiale o morale alle vittime del genocidio. La Casa Arana è un luogo di memoria del genocidio del Putumayo contro le comunità amazzoniche.

### Scuse pubbliche da parte del governo colombiano
Nel 2012, il presidente Juan Manuel Santos si è scusato con le comunità amazzoniche per i fatti accaduti in quegli anni.
(Juan Manuel Santos, Presidente della Colombia 2012)